# Marty Hinze

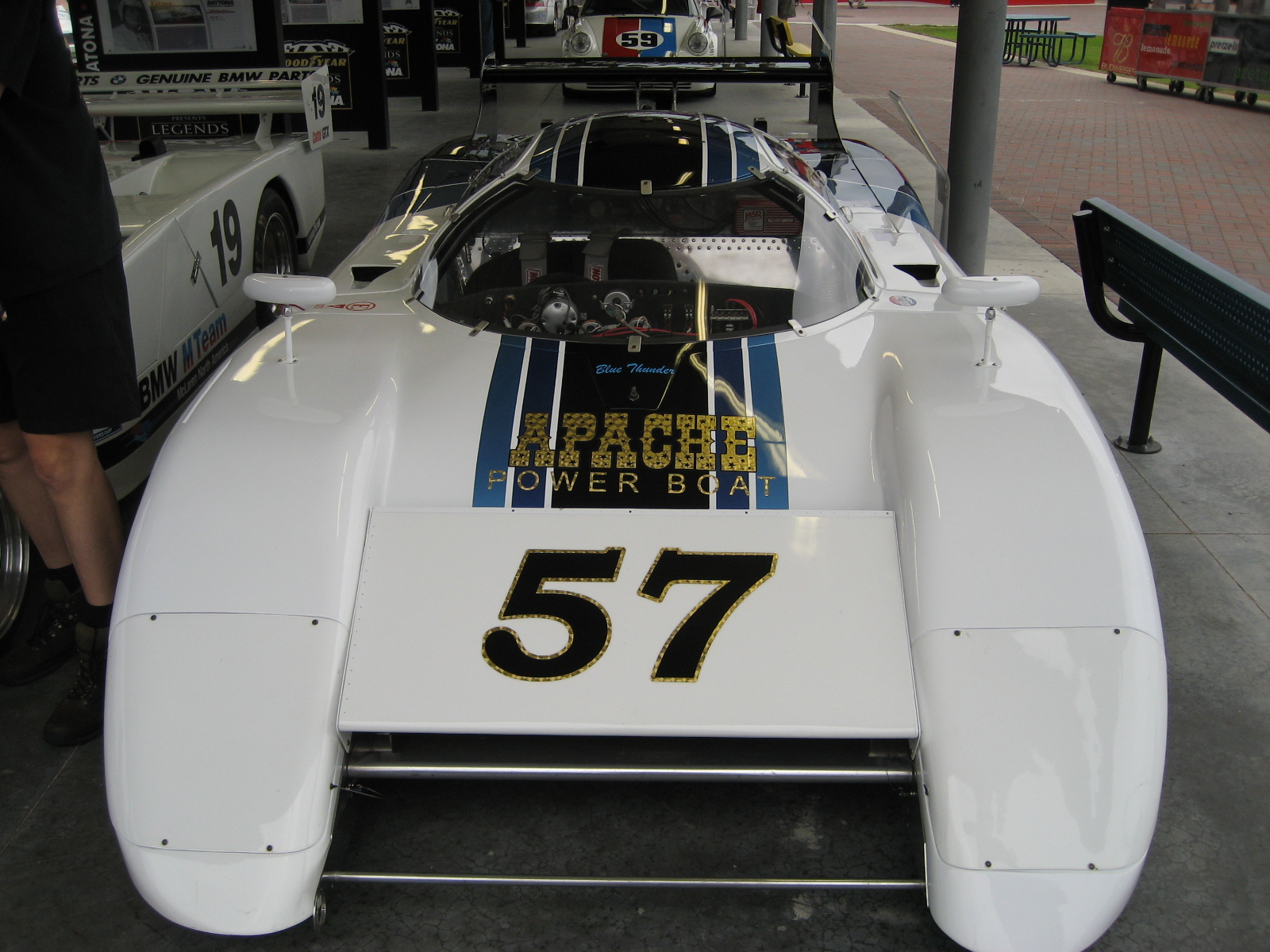
Der March 83G, mit dem Marty Hinze beim 12-Stunden-Rennen von Sebring 1984 am Start war

John „Marty“ Hinze (* 28. Juli 1946 in New York City) ist ein US-amerikanischer ehemaliger Automobilrennfahrer und Rennstallbesitzer.

## Karriere
Hinze begann seine Motorsportkarriere in den 1970er-Jahren. Sein erstes großes Sportwagenrennen betritt er 1975 in Sebring, wo er beim 12-Stunden-Rennen am Start war. Als Partner des bereits 52-jährigen Bob Grossman fiel er schon früh nach einem technischen Defekt aus. Seine erste Platzierung im Spitzenfeld erreichte er 1980 beim zur IMSA-GT-Serie zählenden 250-Meilen-Rennen von Daytona mit dem fünften Gesamtrang (mit Gary Belcher auf einem Porsche 935).
Seine besten Ergebnisse erzielte er in der IMSA-GTP-Serie. 1983 wurde er Zweiter beim 24-Stunden-Rennen von Daytona und erreichte dieselbe Position in Sebring 1984. Dritter wurde er in Sebring 1981 und 1982 bei den Meisterschaftsläufen in Mosport und Mid-Ohio.

## Drogenhandel und Ende der Karriere
Ab den späten 1970er-Jahren unterhielt Hinze gemeinsam mit Bill Whittington und Randy Lanier ein Rennteam und wurde in die Drogengeschäfte von Lanier und der Whittington-Brüder verwickelt. 1986 wurde er wegen Schmuggels von Marihuana angeklagt und bekannte sich vor einem Gericht in Fort Lauderdale schuldig. Die Schadenssumme im Prozess betrug 73 Millionen US-Dollar. Während Whittington zu einer Haftstrafe von 15 Jahren verurteilt wurde und Lanier sogar eine lebenslange Freiheitsstrafe erhielt, kam Hinze mit einer Strafe von 3 Jahren und der Bezahlung von 20.000 US-Dollar davon. Nach seiner Freilassung 1989 war die Rennkarriere allerdings zu Ende, und er ging nurmehr einmal, in Sebring 1990, an den Start.

## Statistik

### Sebring-Ergebnisse
| Jahr | Team                     | Fahrzeug           | Teamkollege      | Teamkollege     | Platzierung | Ausfallgrund |
| ---- | ------------------------ | ------------------ | ---------------- | --------------- | ----------- | ------------ |
| 1975 | Marty Hinze              | De Tomaso Pantera  | Bob Grossman     |                 | Ausfall     | Defekt       |
| 1977 | Robert Davis             | Chevrolet Corvette | Robert Davis     |                 | Ausfall     | Motorschaden |
| 1978 | Desperado Racing         | Porsche 935        | Cliff Kearns     | Stephen Behr    | Rang 35     |              |
| 1980 | Dick Barbour Racing      | Porsche 935        | Buzz Marcus      | Bob Harmon      | Ausfall     | Motorschaden |
| 1981 | Marty Hinze Racing       | Porsche 935K3      | Bill Whittington | Milt Minter     | Rang 3      |              |
| 1982 | T-Bird Swap Shop         | Porsche 935K3      | Bill Whittington | Don Whittington | Ausfall     | Defekt       |
| 1983 | Hinze Fencing            | March 83G          | Terry Wolters    | Randy Lanier    | Ausfall     | Motorschaden |
| 1984 | Blue Thunder Racing Team | March 83G          | Bill Whittington | Randy Lanier    | Rang 2      |              |
| 1985 | Marty Hinze Racing       | Porsche 935K3      | Art Yarosh       | Milt Minter     | Ausfall     | Aufhängung   |
| 1986 | MHR Racing               | Porsche 935K3      | Jack Newsum      | Tom Blackaller  | Rang 15     |              |
| 1990 | Whitehall Motorsports    | Spice SE87L        | Ken Knott        | Kenper Miller   | Ausfall     | Motorschaden |